# Хатгал
Хатгал (монг.: Хатгал)— селище аймаку Хувсгел, Монголія. Площа 911,4 км², населення 2985 чол.